# Listă de sisteme de operare
Sistemele de operare pot fi împărțite pe categorie după tehnologie, proprietare, licență, starea curentă, modul de folosire.

## Timpurii sau importante istoric
- CTSS (The Compatible Timeshare System, dezvoltat la MIT by Corbato, et al)
- Incompatible Timesharing System (ITS, dezvoltat la MIT pentru mainframe-rule Digital Equipment Corporation PDP-6 și PDP-10)
- THE (de Dijkstra și alții)
- Multics (sistem de operare dezvoltat de Bell Labs, GE și MIT)
- MCP (dezvoltat pentru Leo Computers, Leo III în 1962)
- RC 4000 Multiprogramming System (dezvoltat de Regnecentralen în 1969)
- The Master Program: sistem de operare multi-tasking care putea rula 16 programe simultan, folosit de calculatoarele LEO de la începutul până la mijlocul anilor 1960.

## Proprietare

### Acorn Computers
- Arthur
- ARX
- MOS (bazat pe BBC Micro și BBC Master)
- RISC OS
- RISC iX (bazat pe 4.3 BSD)

### Amiga
- AmigaOS
- Amiga Unix, a.k.a. Amix

### Apollo
- AEGIS/Domain/OS Unul dintre primele sisteme de operare bazate pe rețea.Rulau pe Apollo / Domain hardware. Mai târziu, cumpărat de către Hewlett-Packard.

### Apple Inc.
- Apple II
  - Apple DOS
  - ProDOS
    - GS/OS
- Apple III
  - SOS („Sophisticated Operating System”)
- Lisa OS
- Macintosh
  - Mac OS
    - System Software 1
    - System Software 2
    - System Software 3
    - System Software 4
    - System Software 5
    - System Software 6
    - System 7 (nume de cod „Big Bang”)
    - Mac OS 8
    - Mac OS 9

  - Unix-like
    - A/UX
    - MkLinux
    - Mac OS X
      - Mac OS X v10.0 (cunoscut și ca Mac OS X 10.0 "Cheetah")
      - Mac OS X v10.1 (cunoscut și ca Mac OS X 10.1 "Puma")
      - Mac OS X v10.2 (cunoscut și ca Mac OS X 10.2 "Jaguar")
      - Mac OS X v10.3 (cunoscut și ca Mac OS X 10.3 "Panther")
      - Mac OS X v10.4 (cunoscut și ca Mac OS X 10.4 "Tiger")
      - Mac OS X v10.5 (cunoscut și ca Mac OS X 10.5 "Leopard")
      - Mac OS X v10.6 (cunoscut și ca Mac OS X 10.6 "Snow Leopard")
      - Mac OS X v10.7 (cunoscut și ca Mac OS X 10.7 "Lion")
      - Mac OS X v10.8 (cunoscut și ca Mac OS X 10.8 "Mountain Lion")
      - Mac OS X Server

    - Darwin (imitație open source a lui Mac OS X, bazat pe FreeBSD și NextStep)
- pentru iPhone
  - iOS (Apple)
- pentru iPad
  - iOS (Apple)

### Atari
- Atari DOS (pentru calculatoarele pe 8-biți)
- Atari TOS (Tramiel Operating System), numit după Jack Tramiel, care a fost deținătorul Commodore Computers.
- Atari MultiTOS

### Be Incorporated
- BeOS
  - BeIA
- ZETA (succesorul lui BeOS dezvoltat de către yellowTAB și vândut către Magnussoft))

### Burroughs (ulterior Unisys)
- BTOS
- MCP (Burroughs Large Systems)

### Convergent Technologies
Mai târziu achiziționat de Unisys.
- CTOS

### Digital/Tandem Computers/Compaq/HP
- OS/8
- ITS (pentru PDP-6 și PDP-10)
- MPE (de la HP)
- TOPS-10 (pentru PDP-10)
- WAITS
- TENEX (de la BBN)
- TOPS-20 (pentru PDP-10)
- RSTS/E (pentru gama PDP-11)
- RSX-11 (pentru gama PDP-11s)
- RT-11 (pentru PDP-11)
- VMS (inițial de DEC, acum deținut de HP) pentru gama de mini-calculatoare VAX, Alpha și Intel Itanium 2; mai târziu redenumit OpenVMS)
- Domain/OS (inițial Aegis, de la Apollo Computer care a fost cumpărat de HP)
- RTE (pentru HP 1000)
- TSB (pentru seria HP 2000)
- Unix-like
  - Digital UNIX (derivat din OSF/1, a devenit Tru64 UNIX de la HP)
  - HP-UX
  - Ultrix
- NonStop Kernel (Inițial de la Tandem Computers și denumit Guardian). Poate executa în paralel:
  - Guardian
  - OSS (POSIX-compliant Open System Services)

### Fujitsu
- Towns OS

### Green Hills Software
- INTEGRITY
- INTEGRITY-178B A DO-178B
- µ-velOSity microkernel.

### Hewlett-Packard (HP)
- MPE Multi-programming Executive; rula pe mini calculatoarele HP3000.

### Intel
- iRMX sistem de operare creat inițial pentru familiile de procesoare Intel 8080 și 8086

### IBM
- IBM 7090/94 IBSYS
- SYSTEM 1400/1800 IJMON
- BOS/360
- TOS/360
- DOS/360
- DOS/360/RJE DOS/360
- DOS/VSE
- DOS/VSE/ESA DOS/VSE
- z/VSE
- OS/360
  - PCP Primary Control Program, kernel
  - MFT
  - MVT
- RTOS Real Time Operating System
- OS/370
- OS/VS1
- OS/VS2 
  - SVS
  - MVS
- OS/390
- z/OS
- TPF z/OS extensie
- CP/CMS
- VM/CMS Virtual Machine
- VM/XA VM (sistem de operare)
- VM/ESA
- z/VM
- IBM System/34, 36 System Support Program sau SSP
- OS/400 îmbunătățire semnificativă adusă lui SSP
- i5/OS îmbunătățește OS/400 cu caracteristici importante în interoperabilitate
- Unix-like
  - AIX (o versiune a System V Unix)
  - AOS (o versiune a BSD Unix)
  - Linux (IBM a contribuit la codul open source)
- PC-DOS suportat de IBM, documentat, și copii licențiate ale Microsoft MS-DOS
- OS/2 (dezvoltat în colaborare cu Microsoft) 
  - OS/2 Warp
  - eComStation (Warp 4.5)
- IBM 8100 DPCX
- IBM 8100 DPPX
- K42
- IBM EDX
- IBM RPS Sistem de programare în timp real pentru minicalculatoarele IBM/Series 1

### ICL(în trecutICT)
- GEORGE 2/3/4 GEneral ORGanisational Environment, folosite de mainframe-urile din seria ICL 1900
- VME de International Computers Limited (ICL), folosit și pe seria ICL 2900

### LynuxWorks(inițial Lynx Real-time Systems)
- LynxOS

### Micrium
- MicroC/OS-II

### Microsoft
- MSX-DOS (realizat de MS Japan pentru computerul MSX pe 8 biți)
- MS-DOS (realizat împreună cu IBM; versiuni: 1.0–6.22)
- OS/2 (realizat împreună cu IBM)
- Singularity
- Windows CE (sistem de operare pentru handhelds, dispozitive integrate (imbedded devices) și aplicații în timp real)
  - Windows CE 3.0
  - Windows Mobile (bazat pe Windows CE, dar pentru aparate și mai mici)
  - Windows CE 5.0
- Versiuni Windows bazate pe DOS
  - Windows 1.0
  - Windows 2.0
  - Windows 3.0 (prima versiune cu succes comercial mare)
  - Windows 3.1x
  - Windows 3.2 (numai pentru l. chinezească)
- Windows 9x
  - Windows 95 (cunoscut și drept Windows 4.0)
  - Windows 98 (cunoscut și drept Windows 4.1)
  - Windows Millennium Edition (prescurtat deseori drept Windows ME) (cunoscut și drept Windows 4.9)
- Windows XP
- Windows Vista
- Windows 7
- Windows 8
- Windows 8.1
- Windows 10

- Windows NT
  - Windows NT 3.1
  - Windows NT 3.5
  - Windows NT 3.51
  - Windows NT 4.0
  - Windows 2000 (cunoscut și drept Windows NT 5.0)
  - Windows XP (cunoscut și drept Windows NT 5.1) (cod: Whistler)
  - Windows Server 2003 (cunoscut și drept Windows NT 5.2) (cod: Whistler Server)
  - Windows Fundamentals for Legacy PCs pentru PC-uri "vechi" (cunoscut și drept Windows NT 5.1)
  - Windows Vista (cunoscut și drept Windows NT 6.0) (cod: Longhorn)
  - Windows Home Server
  - Windows Server 2008 (cunoscut și drept Windows NT 6.0) (cod: Longhorn Server)
  - Windows 7 (cod: Blackcomb, mai târziu Vienna) - planificat pentru ieșirea pe piață în decembrie 2010
  - Windows Preinstallation Environment (WinPE)
- Xenix (versiune de Unix sub licență; a fost vândută firmei SCO în anii 1990)
- Windows 11

### Novell
- NetWare
- SUSE Linux

### RCA
- TSOS

### SCO/The SCO Group
- Xenix
- Xenix 286
- Xenix 386
- SCO Unix
- SCO Open Desktop
- SCO OpenServer 5
- UnixWare 2.x, bazat pe AT&T System V Release 4.2MP
- UnixWare 7, UnixWare 2
- SCO OpenServer 6, SVR5 (UnixWare 7)

### Unicoi Systems
- Fusion RTOS
- DSPOS, proiect în urma căruia a ieșit Fusion RTOS.

### Wind River Systems
- VxWorks

### Scrise în limbaje non-standard
- Symbolics Genera
- Texas Instruments' Explorer
- Sistemul de programare MESA
- PERQ

### Altele
- Desqview, permite utilizarea a mai multor copii de DOS în același timp pe același calculator.
- EOS (Sistem de operare), dezvoltat de ETA Systems pentru a fi folosit în gama de supercalculatoare ETA-10
- EMBOS, dezvoltat de Elxsi pentru gama sa de mini-supercalculatoare
- GCOS este un sistem de operare dezvoltat de General Electric
- PC-MOS/386 - DOS-like
- SINTRAN III - sistem de operare folosit pe calculatoarele Norsk Data.
- THEOS
- TinyOS
- TRS-DOS
- TX990/TXDS, DX10 și DNOS - pentru TI-990
- MAI Basic Four -  pentru sistemele MAI.
- Michigan Terminal System - dezvoltat de un grup de universități americane pentru seria de mainframe-uri IBM 360
- TSX-32, un sistem de operare pe 32 de biți pentru platforma x86.
- OS ES - un sistem de operare pentru ES EVM

#### Alte sisteme Unix-like proprietare și conforme POSIX
- Aegis (Apollo Computer)
- Amiga Unix (portare pe Amiga a Unix System V  3.2)
- Clix
- Coherent
- DNIX de la DIAB
- DSPnano RTOS
- Idris de la Whitesmiths
- INTERACTIVE UNIX
- IRIX de la SGI
- MeikOS
- NeXTSTEP (dezvoltat de NeXT)
- OS-9 Unix-like RTOS. (SO de la Microware pentru microcalculatoare bazate pe Motorola 6809)
- OSF/1 (Digital Equipment Corporation)
- OPENSTEP
- QNX (POSIX)
- Rhapsody (din care provine Mac OS X)
- RISC/os
- RMX
- SCO UNIX
- SINIX
- Solaris (Sun System)
- SunOS
- SUPER-UX
- System V (AT&T Unix)
- System V/AT, 386
- Trusted Solaris
- UniFlex
- Unicos
- Unison RTOS
- MUSIC/SP
- DG/UX (Data General Corp)

### SDS (Scientific Data Systems)
- CP Control Program

### TRON Project
- TRON

### UNIVAC(ulterior Unisys)
- EXEC I
- EXEC II
- EXEC 8 a rulat pe seriile 1100.
- VS/9, succesor pentru RCA TSOS

### WAVECOM
- Open AT OS

## Unix-like neproprietare

### Unix-like pentru cercetare și altele conforme POSIX
- Minix (dezvoltat de către Andrew S. Tanenbaum în Olanda)
- Plan 9 (Sistem de operare dezvoltat la Bell Labs, bazat pe versiunea originală principiului de design Unix încă din punct de vedere funcțional e diferit și merge mult mai departe)
  - Inferno
  - Plan B
- Solaris
- Unix (OS dezvoltat de Bell Labs în 1970 inițial de Ken Thompson)
- Xinu, (Sistem de operare dezvoltat de către Douglas E. Comer în Statele Unite ale Americii)

### Unix-like open source
- BSD (Berkeley Software Distribution, o variantă de UNIX pe hardware DEC VAX)
  - FreeBSD
    - DesktopBSD FreeBSD pentru desktop
    - PC-BSD FreeBSD pentru desktop
    - DragonFly BSD provenit din FreeBSD

  - NetBSD
    - OpenBSD provenit din NetBSD
- GNU Hurd
- Linux
- OpenDarwin
- OpenSolaris
- SSS-PC Dezvoltat la Universitatea din Tokyo
- Syllable
- VSTa
- UnixLite

## Non-Unix-like neproprietare

### Non-Unix-like pentru cercetare
- Amoeba (de Andrew S. Tanenbaum)
- Croquet
- House scris în Haskell și C.
- ILIOS
- EROS microkernel
  - CapROS microkernel
  - Coyotos microkernel
- L4 microkernel
- Mach
- MONADS
  - Speedos
- Nemesis (Cambridge)
- Singularity - scris în (C#) de Microsoft.
- Spring (Sun Microsystems)
- V de la Stanford, începutul anilor 1980 [1]

### Non-Unix-like open source
- FreeDOS
- FreeVMS
- Haiku
- ReactOS
- ZnubuOS
- osFree

## DOS
- DR-DOS (Digital Research's [mai târziu Novell, Caldera, ...] variantă de DOS) 
  - Concurrent DOS (Digital Research)
  - Multiuser DOS (Digital Research)
- FreeDOS (variantă de DOS open source)
- ProDOS (sistem de operare pentru calculatoarele Apple II)
- PTS-DOS (variantă de DOS de compania rusă Phystechsoft)
- 86-DOS (dezvoltat la Seattle Computer Products de Tim Paterson pentru procesoarele Intel 808x; licensiat de Microsoft, a devenit MS-DOS/PC-DOS. De asemenea cunoscut sub nuele de cod QDOS.)
  - MS-DOS (Microsoft a abandonat această variantă de DOS)
  - PC-DOS (variantă de DOS a IBM)
- RDOS (Data General Corp)
  - TurboDOS (Software 2000, Inc.)
- SuperDOS (o clonă MS-DOS, cu suport NTFS complet și  USB este bazată pe FreeDOS)

## Utilizate în rețele
- Cambridge Ring
- CSIRONET de (CSIRO)
- CTOS (Convergent Technologies, mai târziu achiziționată de Unisys)
- Data ONTAP de Network Appliance
- SAN-OS de Cisco
- EOS de McDATA
- Fabric OS de Brocade
- NetWare (Novell)
- NOS (dezvoltat de CDC)
- Novell Open Enterprise Server (Novell).
- OliOS
- Plan 9 (dezvoltat în Bell Labs nu se bazează pe principiile de proiectare Unix, dar punct de vedere funcțional  este identică)))
  - Inferno
  - Plan B
  - TurboDOS (Software 2000, Inc.)

## Sisteme de operare Web
- DesktopTwo
- G.ho.st
- YouOS
- Browser OS
- eyeOS
- Jooce

## Generic, non-Unix, altele
- BLIS/COBOL
- Bluebottle de asemenea cunoscut ca AOS
- BS1000 de Siemens AG
- BS2000 de Siemens AG
- BS3000 de Siemens AG
- Control Program/Monitor (CP/M)
  - CP/M-80 (CP/M pentru Intel 8080/8085 și Zilog Z80 de la Digital Research)
  - CP/M-86 (CP/M pentru Intel 8088/86 de la Digital Research)
  - CP/M-68k (CP/M pentru Motorola 68000 de la Digital Research)
  - CP/M-8000 (CP/M pentru Zilog Z8000 de la Digital Research)
  - MP/M-80 (variantă multi-programativă a CP/M-80 de la Digital Research)
  - MP/M-86 (variantă multi-programativă a CP/M-86 de la Digital Research)
- DESQview
  - DESQView/X (X-windowing GUI pentru DOS)
- FLEX9 (de TSC pentru Motorola 6809)
- GEM (pentru CP/M, DOS și Atari TOS)
- GEORGE 2/3/4 GEneral ORGanisational Environment, folosit de mainframe-urile ICL 1900
- GEOS
- JavaOS
- JNode
- JX sistem de operare Java
- KERNAL (pentru Commodore 64)
- MERLIN for the Corvus Concept
- MorphOS (de Genesi)
- MSP de Fujitsu
- nSystem de Luis Mateu la DCC
- NetWare (de Novell)
- Oberon (dezvoltat la ETH-Zürich de Niklaus Wirth și alții)
- OSD/XC de Fujitsu-Siemens
- OS-IV de Fujitsu (bazat pe MVS de la IBM)
- Pick
- PRIMOS de Prime Computer (uneori cunoscut ca PR1MOS și PR1ME)
- Sinclair QDOS (pentru Sinclair QL)
- SkyOS
- SSB-DOS (de TSC pentru Smoke Signal Broadcasting)
- SymbOS
- TripOS, 1978
  - TurboDOS (Software 2000, Inc.)
- UCSD p-System
- UMIX
- VME de International Computers Limited (ICL)
- VOS de Stratus Technologies
- VOS de Hitachi
- VM2000 de Siemens AG
- VisiOn
- VPS/VM
- aceos

## Pentru computerul personalElektronika BK
- ANDOS
- AO-DOS
- BASIS
- CSI-DOS
- DOSB10
- DX-DOS
- FA-DOS
- HC-DOS
- KMON
- MicroDOS
- MK-DOS
- NORD
- NORTON-BK
- RAMON
- PascalDOS
- RT-11
  - RT-11SJ
  - OS BK-11 (versiune de RT-11)
- Turbo-DOS
- BKUNIX
- OS/A WASP

## Hobby
- AROS (AROS Research Operating System, anterior cunoscut ca Amiga Research Operating System)
- AtheOS devine Syllable
- DexOS sistem de operare pentru calculatoarele cu procesoare x86 32-bit asemănător consolelor de jocuri
- EROS
- HelenOS
- KolibriOS desprins din MenuetOS
- LSE/OS
- MenuetOS sistem de operare extrem de compact cu interfață grafică, scris în FASM
- NewOS
- Syllable un modern, independent și oringinal sistem de operare; vezi AtheOS
- Visopsys

## Înglobate
- A/ROSE
- Embedded Linux
- FreeBSD
- FreeRTOS
- Inferno (sistem de operare inițial distribuit de Bell Labs)
- LynxOS
- MINIX 3
- .NET Micro Framework
- OS/RT
- Open AT OS
- polyBSD (embedded NetBSD)
- QNX
- RTXC Quadros RTOS creat de Quadros Systems
- ROM-DOS
- T2 SDE
- VxWorks
- Windows XP Embedded
- Windows CE

### Asistenți personali digitali (PDA-uri)
- Inferno (sistem de operare inițial distribuit de Bell Labs)
- Palm OS creat de Palm Inc; acum parte din PalmSource
- EPOC inițial creat de Psion (UK), a devenit Symbian, numele preferat este Symbian OS
- Windows CE, creat de Microsoft
  - Pocket PC creat de Microsoft, o variantă de Windows CE.
  - Windows Mobile creat de Microsoft, o variantă de Windows CE.
- Linux în Sharp Zaurus și Ipaq
- DOS în Poqet PC
- Newton OS în Apple Newton Messagepad
- VT-OS for the Vtech Helio
- Internet Tablet OS bazat pe Debian Linux și utilizat de Nokia pentru Nokia 770, N800 și N810 Internet Tablets.

### Playere muzicale
- ipodlinux
- Pixo
- RockBox

### Smartphone-uri
- RIM BlackBerry OS
- Embedded Linux
  - Firefox OS
  - Open Handset Alliance Android
  - Openmoko Linux
  - Mobilinux
  - MontaVista
  - MotoMagx
  - Qtopia
  - LiMo Platform
- Apple iPhone OS
- Sun Microsystems JavaFX Mobile
- Palm Palm OS
- Symbian Symbian OS
- Microsoft Windows CE
  - Microsoft Windows Mobile

### Router
- CatOS creat de Cisco Systems
- Cisco IOS (original Internetwork Operating System) creat de Cisco Systems
- Inferno (sistem de operare distribuit inițial de Bell Labs)
- IOS-XR creat de Cisco Systems
- ROX creat de Ruggedcom
- CyROS creat de Cyclades

### Microcontroller, Real-time
- BeRTOS
- ChibiOS/RT sub licență GPL
- ChorusOS
- Contiki scris în C
- DSPnano RTOS (nanokernel POSIX, optimizat DSP, Open Source)
- eCos
- embOS (Segger)
- FreeRTOS
- Fusion RTOS
- INtime RTOS for Windows, o variantă evoluată de iRMX creată pentru platformele Windows 32-bit
- iRMX (inițial dezvoltat de Intel, acum licențiat de TenAsys Corporation)
- Inferno (OS distribuit inițial de Bell Labs)
- INTEGRITY
- LUnix scris în 6502
- LynxOS
- MenuetOS
- MontaVista Linux
- Nucleus
- OS-9 creat de Microware
- Operating System Embedded: OSE
- OSEK
- OS/RT
- Phoenix-RTOS
- Prex
- QNX
- RTAI
- RTEMS (Real-Time Executive pentru sistemele multiprocesor)
- RTLinux creat de Wind River Systems
- ThreadX
- TRON Project și ITRON Project (lansat de BTRON, CTRON, MTRON, etc.)
- μClinux
- uKOS
- µOS++ (micro OS plus plus)
- Unison Operating System / Unison DSP Operating System (RTOS) / Unison RTOS (sistem de operare Multicore DSP)
- VRTX / Versatile Real-Time Executive
- VxWorks creat de Wind River Systems
- XMK (eXtreme Minimal Kernel)
- Xenomai

## Bazat pe capabilități
- KeyKOS nanokernel
  - EROS microkernel
    - CapROS succesorul lui EROS
    - Coyotos succesorul lui EROS, cu scopul de a fi primul sistem de operare "de verificare"
- MONADS creat pentru a suporta hardware-ul proiectelor MONADS
  - Speedos creat pentru MONADS
- V creat de Universitatea Stanford, în anii 1980

### LEGO Mindstorms
- BrickOS
- leJOS
- ChyanOS